# استپی بزرگ
استپی بزرگ (نام علمی: Stipa gigantea) نام یک گونه از سرده استپی است.